# Eleições parlamentares no Kosovo em 2017
Foram realizadas eleições parlamentares no Kosovo a 11 de Junho de 2017.
As eleições ocorreram na sequência da aprovação de uma moção de censura ao governo do primeiro-ministro Isa Mustafa por 78 votos contra 34, motivada por uma polémica sobre a delimitação da fronteira entre o Kosovo e o Montenegro.

## Sistema eleitoral
Os 120 membros das Assembleia do Kosovo são eleitos por um sistema proporcional, com 20 lugares reservados para minorias étnicas.

## Resultados
| Party                                                 | Votes     | %     | Seats | +/−  |
| ----------------------------------------------------- | --------- | ----- | ----- | ---- |
| Coligação PANA                                        | 245,646   | 33.74 | 39    | –15  |
| Vetëvendosje!                                         | 200,138   | 27.49 | 32    | +16  |
| Liga Democrática do Kosovo—AKR—A Alternativa (Kosovo) | 185,892   | 25.53 | 29    | –1   |
| Lista Sérvia                                          | 44,578    | 6.12  | 9     | 0    |
| Fjala                                                 | 7,991     | 1.10  | 0     | New  |
| Partido Democrático Turco do Kosovo                   | 7,852     | 1.08  | 2     | 0    |
| Coligação Vakat                                       | 6,444     | 0.89  | 2     | 0    |
| Novo Partido Democrático                              | 3,561     | 0.49  | 1     | 0    |
| Partido Liberal Independente                          | 3,539     | 0.49  | 1     | +1   |
| Partido Democrático Ascáli do Kosovo                  | 2,424     | 0.33  | 1     | 0    |
| Partido Liberal Egípcio                               | 2,415     | 0.33  | 1     | 0    |
| Jedinstvena Goranska Partija                          | 2,369     | 0.33  | 1     | New  |
| Partido Sérvio do Kosovo–Ativo                        | 2,123     | 0.29  | 0     | New  |
| Partido Ascáli para a Integração                      | 2,107     | 0.29  | 1     | 0    |
| Partido Democrático Progressivo                       | 1,697     | 0.23  | 0     | –1   |
| Nova Iniciativa Democrática do Kosovo                 | 1,520     | 0.21  | 0     | 0    |
| Partido Turco da Justiça do Kosovo                    | 1,438     | 0.20  | 0     | 0    |
| Coligação SDA                                         | 1,355     | 0.19  | 0     | 0    |
| Movimento por Gora                                    | 1,020     | 0.14  | 0     | 0    |
| Partido Roma Unido do Kosovo                          | 955       | 0.13  | 1     | +1   |
| Novo Partido Romani Kosovar                           | 950       | 0.13  | 0     | –1   |
| Coligação por Gora                                    | 813       | 0.11  | 0     | –1   |
| Partia Demokratike e Unitetit                         | 478       | 0.07  | 0     | Novo |
| Por um Kosovo Próspero                                | 312       | 0.04  | 0     | Novo |
| Eromendje Alternativa                                 | 244       | 0.03  | 0     | Novo |
| Napredna Snaga Kosova                                 | 226       | 0.03  | 0     | Novo |
| Brancos e nulos                                       | 49,006    | –     | –     | –    |
| Total                                                 | 777,093   | 100   | 120   | 0    |
| Eleitores insicritos/afluência                        | 1,888,059 | 41.16 | –     | –    |
| Fontes: KQZ, KQZ                                      |           |       |       |      |